# サアク・テル＝ガブリエリャン
サアク・ミルゾエヴィチ・テル＝ガブリエリャン（ロシア語: Саак Мирзоевич Тер-Габриэлян (Габриелян)、1886年2月27日 - 1937年8月19日）、民族名サハク・ミルザイイ・テル＝ガブリエリアン（アルメニア語: Սահակ Միրզայի Տեր-Գաբրիելյան）、は、アルメニア人の革命家・政治家。

## 生涯

### 青年期
1886年2月27日（ユリウス暦15日）、ロシア帝国エリザヴェトポリ県シュシャで仕立屋の息子として生まれた。14歳から革命運動に関わってシュシャ実科学校 (hy) を中退し、1902年からロシア社会民主労働党の党員となり、ロシア第一革命の間はバクーの党組織で活動。党バクー＝バラハヌィ委員としてステパン・シャウミャン、スレン・スパンダリャン、アリョーシャ・ジャパリゼ、ウラジスラフ・カスパロフ (hy)、アレクサンドル・ベグザジャン、サルキス・カシヤン、メシャジ・アジズベコフらと協同した。1904年12月にはバクー・ゼネスト (ru) 組織者の一人となり、1907年5月に逮捕。翌1908年まで石油会社「バフト」事務職およびカスピ石油会社でも務めた。石油産業労組連合を創設し、1914年のストライキも主導した。

### 革命期
二月革命後は3月にバクー・ソビエト幹部会員、5月に第1回カフカース・ソビエト大会代議員、4月にバクー・コミューン石油委員を務め、1918年6月30日から7月31日まではバクー県チェーカー議長として、現地で赤色テロを指導した。その他にもモスクワへの燃料輸送遠征委員やロシア社会主義連邦ソビエト共和国国民経済最高会議 (ru) の石油大委員会委員を翌1919年まで務めた。同年1月22日から3月3日まではカスピ・カフカース戦線第12軍の革命軍事会議メンバーでもあった。

### 後半生
1920年11月から翌1921年5月まではアルメニア軍事革命委員 (hy) 、同年から1923年まではロシア共和国人民委員会議駐在アルメニア社会主義ソビエト共和国常任代表、同年から1928年まではザカフカース社会主義連邦ソビエト共和国人民委員会議駐在アルメニア共和国常任代表を務めた。同年から1935年まではアルメニア共和国人民委員会議議長を務め、その他アルメニア共産党中央委およびボリシェヴィキ・ザカフカース地方委員、全ロシア中執委およびソビエト連邦中執委員とその幹部会員候補も務めた。1933年6月28日から翌1934年11月15日まで防衛・航空・化学建設支援協会アルメニア中央会議議長を務め、その後晩年までアルメニア共和国軽工業人民委員部でも勤務した。
ボリシェヴィキ第10回および第12回から第17回までの党大会出席者でもあったが、1937年8月に逮捕され、同月19日に死去した。公式発表では取調べ中に投身自殺したとされるが、射殺されたとの説もある。その後、名誉回復がなされた。